# 都城市立南小学校
都城市立南小学校（みやこのじょうしりつ みなみしょうがっこう）は、宮崎県都城市姫城町にある公立小学校。

## 概要
歴史
都城市内の児童増加に伴い、市内全域の高等科児童と一部の尋常科児童を収容するために1928年（昭和3年）に設置された「都城尋常高等小学校南仮教室」を前身とする。1931年（昭和6年）に「南尋常高等小学校」として独立。1938年（昭和13年）には高等科が分離し「南尋常小学校」となる。1941年（昭和16年）には「都城市南国民学校」、1947年（昭和22年）の学制改革により現在の名称「都城市立南小学校」となった。2013年（平成25年）に創立85周年を迎えた。
学校教育目標
「心豊かで知性のある、心身ともに健康な児童の育成」
校章
校歌
作詞は服部七郎、作曲は海老原直による。歌詞は3番まであり、各番に校名の「南」が登場する。
通学区域
住所表記で都城市の「中町及び蔵原町の全部並びに早鈴町、姫城町、甲斐元町及び下長飯町の一部」。中学校区は都城市立姫城中学校。

## 沿革
設立の経緯
都城市内の児童・就学率の増加により、既存の小学校の増築だけでは児童の収容が間に合わない状況が生じていた。そのため市内の尋常高等小学校から高等科を分離・集約する計画が検討されるようになった。
年表
- 1928年（昭和3年）1月20日 - 都城市南部の郊外に都城尋常高等小学校の仮校舎（南仮教室）が完成し一部の児童（男子）を移す。
- 1929年（昭和4年）4月1日 - 市内の高等科児童（男女ともに）および、尋常科児童の一部を収容。
- 1931年（昭和6年）4月1日 - 都城尋常高等小学校から分離し「南尋常高等小学校」として独立。
  - これにより市内の他の小学校はすべて高等科が分離され、尋常小学校となる。
  - 青年訓練充当都城公民学校（実業補習学校）が都城尋常高等小学校から移転して併設される。
- 1935年（昭和10年）9月 - 青年学校令の施行により、併設の都城公民学校が「都城青年学校」に改称。
- 1938年（昭和13年）4月1日 - 尋常科と高等科が分離し、尋常科（6年）が「南尋常小学校」、高等科（2年）が「都城高等小学校」に改称。
  - 従来の校地の東隣に尋常小学校校舎が完成。
- 1941年（昭和16年）4月1日 - 国民学校令により「都城市南国民学校」に改称。尋常科を初等科に改める（初等科6年）。
- 1947年（昭和22年）4月1日 - 学制改革（六・三制の実施）により「都城市立南小学校」（現校名）に改称。
- 1990年（平成2年）10月20日 - アオギリとネムノキを学校の木に制定。
- 2000年（平成12年）3月5日 - 体育館が完成。
- 2005年（平成17年）2月27日 - 運動場東側に相撲場が完成。
- 2012年（平成24年）3月 - 校舎の大規模改造工事が完了。

旧・都城高等小学校
- 1938年（昭和13年）4月1日 - 南尋常高等小学校の尋常科と高等科が分離し、高等科は「都城高等小学校」となる。
- 1941年（昭和16年）4月1日 - 国民学校令の施行により「都城市都城国民学校」に改称。高等科（修業年限2年）のみの国民学校であった。
  - 都城青年学校の新校舎が川東の東原に完成し、移転を完了。これにより併設を解消。
  - 都城市立都城高等女学校が併設される。
- 1944年（昭和19年）3月31日 - 併設の都城市立都城高等女学校が宮崎県立都城高等女学校[2]に統合される。これにより併設を解消。
- 1945年（昭和20年）8月6日 - 空襲により、校舎が全焼。以後分散授業を余儀なくされる。
- 1947年（昭和22年）
  - 3月31日 - 学制改革により閉校。高等科はすべて新制中学校に改組されることとなる。
  - 4月1日 - 新制中学校4校が設置される。
    - 都城市立明道中学校・都城市立南中学校 - この2校は間もなく統合され都城市立姫城中学校となった。
    - 都城市立大王中学校（現・都城市立小松原中学校）
    - 都城市立東中学校（現・都城市立妻ヶ丘中学校）

## 交通
最寄りの鉄道駅
- JR九州 日豊本線「西都城駅」

最寄りのバス停
- 宮崎交通 「藤元病院前」バス停

最寄りの幹線道路
- 国道10号沿い

## 周辺
- 藤元総合病院
- 都城看護専門学校
- 都城市立姫城中学校
- JA都城姫城支所
- 都城島津伝承館・都城島津邸
- 相愛保育園

## 参考資料
- 「都城市史」（1954年（昭和29年）6月15日発行、都城市）